# Польское географическое общество

Логотип Польского географического общества

Польское географическое общество, ПГО (пол. Polskie Towarzystwo Geograficzne) —польское научное общество.
В 2006 году членами ПГО были около 1400 человек, объединённых в 23 филиалах.
Общество осуществляет научную, дидактическую и популяризаторскую деятельность в области географии. Организует ежегодные встречи и научные конференции, научные экспедиции, олимпиады для старшеклассников, проводит лекции и популярные экскурсии.
В настоящее время штаб-квартира Польского географического общества расположена в здании географического факультета Варшавского университета.

## История
Основано в 1918 году в Варшаве с целью содействия развитию географических наук. Первый съезд состоялся в конце августа 1921 года в г. Кельце.
Первым печатным органом ПГО был «Przegląd Geograficzny» (1919), затем — «Czasopismo Geograficzne» (1923), «Poznaj Świat» (1948), «Polski Przegląd Kartograficzny» (1969), «Fotointerpretacja w Geografii» (1976), «Biuletyn Polarny» (1993).
До Второй мировой войны существовали независимые отделения ПГО в Варшаве и Кракове, и других городах: Ассоциация польских учителей географии (1923), географическое общество во Львове (1926) и Познани (1928). Во время войны ПГО не функционировало, работу возобновило 6 мая 1945 года в Варшаве.